# Ortega (strugure)

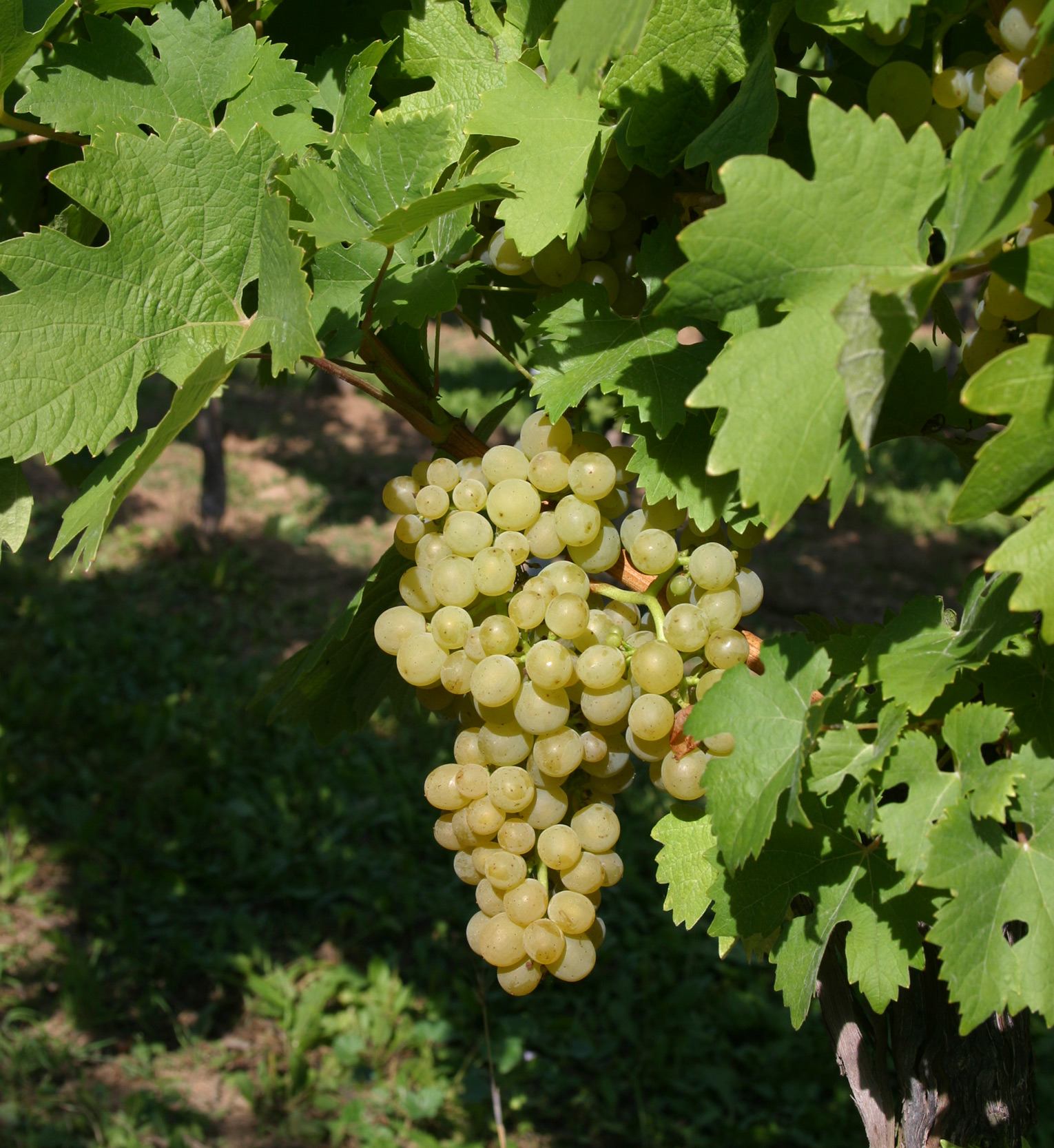
Ortega (strugure)

Ortega este un soi de viță de vie obținut în anul 1948 de doctorul Hans Breider la podgoria din Alzey prin încrucișarea dintre vița Müller-Thurgau și vița Sieger. Noul soi a fost denumit Ortega în anul 1972, în cinstea filozofului spaniol José Ortega y Gasset. Vinul obținut din acest soi de strugure are un buchet fin aromat, vinul fiind adecvat pentru depozitare prin îmbuteliere în sticle.